# Pozas
Las pozas se denomina a un tipo de bocadillo típico de la gastronomía de Colmenar de Oreja, Madrid y Toledo España.

## Características
Se denomina poza porque se saca la miga del pan formando este una poza. El bocadillo se prepara normalmente con pan candeal o pan de orejas. Se quita la miga del pan y se pone en su interior un preparado de aceite de oliva virgen y vinagre, cebolla y tomate muy picado, aceitunas, pimentón, sal, atún en escabeche o jamón serrano.